# Mesomima jacksoni
Mesomima jacksoni är en fjärilsart som beskrevs av Robert H. Carcasson 1962. Mesomima jacksoni ingår i släktet Mesomima och familjen mätare. Inga underarter finns listade i Catalogue of Life.